# Șcedrîk (film)
Șcedrîk (în ucraineană Щедрик) este un film ucraineano-polonez din genul dramă istorică, regizat de Olesea Morhuneț-Isaienko⁠(d), bazat pe un scenariu scris de Kseniia Zastavska⁠(d) și lansat în Ucraina la 5 ianuarie 2023. Premiera mondială a avut loc la 4 martie 2022. Filmul a fost distribuit de FILM.UA Distribution și Kinomania Film Distribution. A fost lansat sub titlul Szczedryk în Polonia și Carol of the Bells în Regatul Unit și lumea anglofonă.
Filmul relatează viața a trei familii de naționalități diferite – ucraineni, polonezi și evrei – și suferințele lor din cel de-al doilea război mondial: după experiența genocidului celui de-al Treilea Reich, ei trec prin sistemul represiv al URSS.

## Rezumat
Filmul urmărește istoria a trei familii: familia ucraineană Ivaniuk, familia poloneză Kalinowski și familia evreiască Gherșkovici. Cu toții locuiesc în aceeași clădire din orașul Stanislaopol (în prezent Ivano-Frankivsk). În 1939, în timpul represiunilor sovietice, copiii au fost despărțiți de părinții lor. La scurt timp, familiile au întâmpinat noi provocări, în fața invaziei naziste. Pe parcursul războiului, copiii își găsesc refugiu în familia învățătoarei de muzică Sofiia, a cărei fiică visează să aducă pace în lume prin intermediul colindului ucrainean Șcedrîk⁠(d) al compozitorului Mîkola Leontovîci. Imediat după eliberarea Ucrainei de sub ocupația nazistă, autoritățile sovietice le trimit pe fetițele aciuate de Sofiia la orfelinat; de asemenea ei ucid un băiețel german care la fel se refugiase în casa ucrainencei – suspectându-l de colaborare cu naziștii. Copiii nu își pierd identitatea națională, revenind pe parcursul filmului de mai multe ori la căldura melodiei Șcedrîk – fiecare cântând în stilul națiunii sale. De asemenea, în film sunt accentuate tradițiile comune de Crăciun ale ucrainenilor și polonezilor.

## Distribuție
- Iana Koroliova⁠(d) – Sofiia Ivaniuk, învățătoare de muzică, mama din familia ucraineană
- Andrii Mostrenko⁠(d) – Mîhailo Ivaniuk, soțul Sofiei
- Polina Hromova – Iaroslava Ivaniuk, fiica Sofiei (în copilărie)
- Anastasiia Mateșko⁠(d) – Iaroslava Ivaniuk (la maturitate)
- Joanna Opozda⁠(d) – Wanda Kalinowska, mama din familia poloneză
- Mirosław Haniszewski⁠(d) – Waclaw Kalinowski, soțul Wandei
- Hristina Ușîțka – Teresa Kalinowska (în copilărie)
- Oksana Muha⁠(d) – Teresa Kalinowska (la maturitate)
- Tomasz Sobczak⁠(d) – Isaak Gherșkovici, tatăl din familia evreiască
- Alla Binieieva⁠(d) – Berta Gherșkovici, soția lui Isaak
- Ievheniia Solodovnîk – Dina Gherșkovici (în copilărie)
- Tetiana Krulikovska⁠(d) – Dina Gherșkovici (la maturitate)
- Milana Haladiuk – Taliia Gherșkovici (în 1939)
- Darîna Haladiuk – Taliia Gherșkovici (în 1941)

## Producție
Filmul, cu un scenariu scris de poetesa Kseniia Zastavska⁠(d), este o coproducție ucraineană și poloneză a regizoarei ucrainene Olesea Morhuneț-Isaienko⁠(d). Finanțarea proiectului a fost împărțită egal între ambele părți; jumătatea ucraineană a fost asigurată de agenția de stat de cinematografie Derjkino⁠(d).

### Filmări
Castingul actorilor a durat 2 luni. Cea mai dificilă parte a procesului s-a dovedit a fi găsirea actorilor-copii, precum și a actriței pentru rolul mamei ucrainene Sofiia Ivaniuk. Cel din urmă a fost jucat de Iana Koroliova⁠(d), fiind primul său rol principal într-un lungmetraj.

## Lansare
Premiera mondială a avut loc la 4 martie 2022, cu proiecții în Italia, Polonia, Israel, Nigeria și în Americi. Premiera în cinematografele ucrainene a avut loc la 5 ianuarie 2023. Filmul a avut apărut pe platforma de streaming Netflix la 13 decembrie 2023.

## Premii
Filmul a fost premiat la Festivalul Internațional de Film Feminin din Nigeria (WIFFEN).